# Reitwerk
Reitwerk (auch Reidtwerk oder Reidewerk) ist die Bezeichnung von speziellen vorindustriellen Eisenproduktionsstätten, aber auch von kleineren Hütten- oder Hammerbetrieben, die vom Hochmittelalter bis zur Industrialisierung vor allem in der Eifel, im Märkischem Sauerland und im Siegerland betrieben wurde. Das entsprechende Pendant in den österreichischen Landen waren die dortigen Radwerke, die ihren Schwerpunkt in der Steiermark am Erzberg bei der Stadt Eisenerz in der Gebirgsgruppe der Eisenerzer Alpen hatten. Mit der Entwicklung der Reitwerke ab dem 14. Jahrhundert kam der Beruf des Reidemeister (auch Reidtmeister oder Reitmeister, im Siegerland Raitmeister und in der Steiermark Radmeister) auf, der sowohl die metallgewerblichen Hersteller und Eisenaufbereiter als auch die Leiter eines mittelständischen Reitwerks umfasst.
Die etymologische Herkunft des Begriffs ist je nach Region mehrdeutig. Das Wort „Reide“, „Reidt“ oder „Rait“ (im Siegerland gebräuchlich) stammt aus dem Althochdeutschen Wort „rîtan“ und bedeutet so viel wie „herstellen“, „zurechtmachen“, „bereitmachen“, „bereiten“, „aufbereiten“, „zubereiten“ aber auch „rechnen“, „berechnen“, „abrechnen“. In der Bergmannssprache wird das Wort „raiten“ oder „Raitung“ verwendet für „Rechnung“ oder „Rechenschaft [über den Grubenhaushalt] ablegen“.

## Technik und Geschichte

### Historische Umstände
Der Bezeichnung „Reitwerke“ bürgerte sich ab dem Spätmittelalter vor allem in der Eifel ein und die ersten Hütten wurden beispielsweise in Eisenschmitt an der Salm in Rheinland-Pfalz und in Eiserfey am Feybach im Kreis Euskirchen bereits Anfang und Mitte des 14. Jahrhunderts gegründet. Ihre Verbreitung wurde durch einen erhöhten Bedarf der in dieser Epoche neu entstandenen Städte und durch spätmittelalterliche Preissteigerungen bei Fertigwaren sowie den Preisverfall bei landwirtschaftlichen Erzeugnissen begünstigt, was auf den Bevölkerungsschwund infolge der Pest zurückzuführen ist. Die dadurch erwerbslos gewordene Landbevölkerung konnte in und um die Reitwerke ihr Brot verdienen. Neben Fachkräften beschäftigten die Reitwerke und ihre Nebenbetriebe zudem eine große Anzahl ungelernter Arbeiter für die Holzkohle- und Erzgewinnung sowie für den Transport dieser Güter.

### Produktionsschritte und -stätten
Reitwerke vereinen zwei Produktionsschritte: das Verhütten und das Schmieden des Eisens. Dazu wurden zwei hochmittelalterliche Innovationen eingesetzt: der Hochofen, der den seit Beginn der Eisenverarbeitung eingesetzten Rennofen ablöste, und die Wasserkraft, welche Blasebälge und Schmiedehämmer antrieb und die die Eisenverarbeitung von den Höhen in die Täler verlagerte. Die Hammerwerke befreiten mit ihren schweren, mechanisch arbeitenden Auswurf- oder Rohstahlhämmern die im Stückofen aus Eisenerz und Holzkohle zusammengeschmolzenen Rohlinge von Schlacken. Später wurden die Hämmer auch zum Recken und Breiten von Rohmaterial benutzt und brachten so die gewonnenen Rohlinge in die gewünschte Form. Bei Frost sowie bei Hoch- oder Niedrigwasser musste die Arbeit in den Reitwerken ruhen.
Im Einzelnen umfasste der Produktionsprozess eines Reitwerks folgende Betriebseinheiten und Gebäude: Blech nannte man den Platz, wo die angelieferten Erze und Kohlen gewogen wurden. Die Kohlen lagerten in einem eigenen Schuppen. Der Eisenstein wurde an einem eigenen Platz gewaschen und lagerte bis zur Beschickung des Hochofens in einem Melder oder Möller. In der Früh- oder Frischschmiede wurde dem Roheisen der Kohlenstoff entzogen. In der Hammerschmiede wurde Stabeisen geschmiedet, in der Schlacken- oder Schnorrenmühle wurden die Schlacken zerkleinert, Resteisen gesammelt und zum Schluss Sand hergestellt. Sie war meist ein Pochwerk. Sechs Wasserräder wurden benötigt: Eines für das Gebläse des Hochofens, je zwei für Blasebälge und Hammer von Frühschmiede und Hammerschmiede und eines für die Schlackenmühle. Dazu wurde das Wasser in einem Graben gestaut und mit Hilfe von Erk (Wehr) und Schütz auf die Räder geleitet.

### Das Problem des hohen Holzkohlebedarfs
Der hohe Holzkohlebedarf der Reitwerke, die diese zum Heizen und zur Reduzierung einsetzten, wobei für die Gewinnung von 15 Kilogramm Eisen rund 23 Kubikmeter Holz verkokelt werden mussten, führte in der Umgebung zum Kahlschlag der Buchen- und Birkenwälder. Deren Holz war am besten für die Erzeugung für die Art Holzkohle geeignet, die in den Reitwerken Verwendung fand. Dies führte zu einer empfindlichen Verknappung des Holzes, auch wenn die Obrigkeit, die ansonsten die Ansiedlung von Reitwerken als willkommene Einnahmequelle förderte, diesem Raubbau der Natur durch Erlasse entgegentrat. Ein spezieller Grund für den späteren Niedergang der Eifeler Eisenindustrie lag an dem Anschluss an Preußen nach 1815, wodurch die Region in eine geografische Randlage geriet, verbunden mit der schlechten Verkehrsanbindung des zum Truppenaufmarschgebiet und Fichtenlieferanten degradierten „Preußisch-Sibirien“. Letztlich gab jedoch der technische Fortschritt den Reitwerken den Todesstoß, da sie durch den Einsatz von Koks bei der Eisenverhüttung und der witterungsunabhängigen Dampfmaschine bei der Weiterverarbeitung (v. a. in Walzwerken) ihre Wirtschaftlichkeit einbüßten. Die Eisenindustrie wanderte schließlich in die neuen Zentren der Montanindustrie ab, die sich vor allem im Ruhrgebiet entwickelten und an deren Aufstieg unter anderem die vormaligen Eifeler Reidemeisterfamilien Hoesch mit der Gründung der Westfalenhütte und Poensgen mit dem Aufbau der Düsseldorfer Röhren- und Eisenwalzwerke AG erheblichen Anteil hatten.

## Regionale Schwerpunkte (Auswahl)

### Raum Stolberg

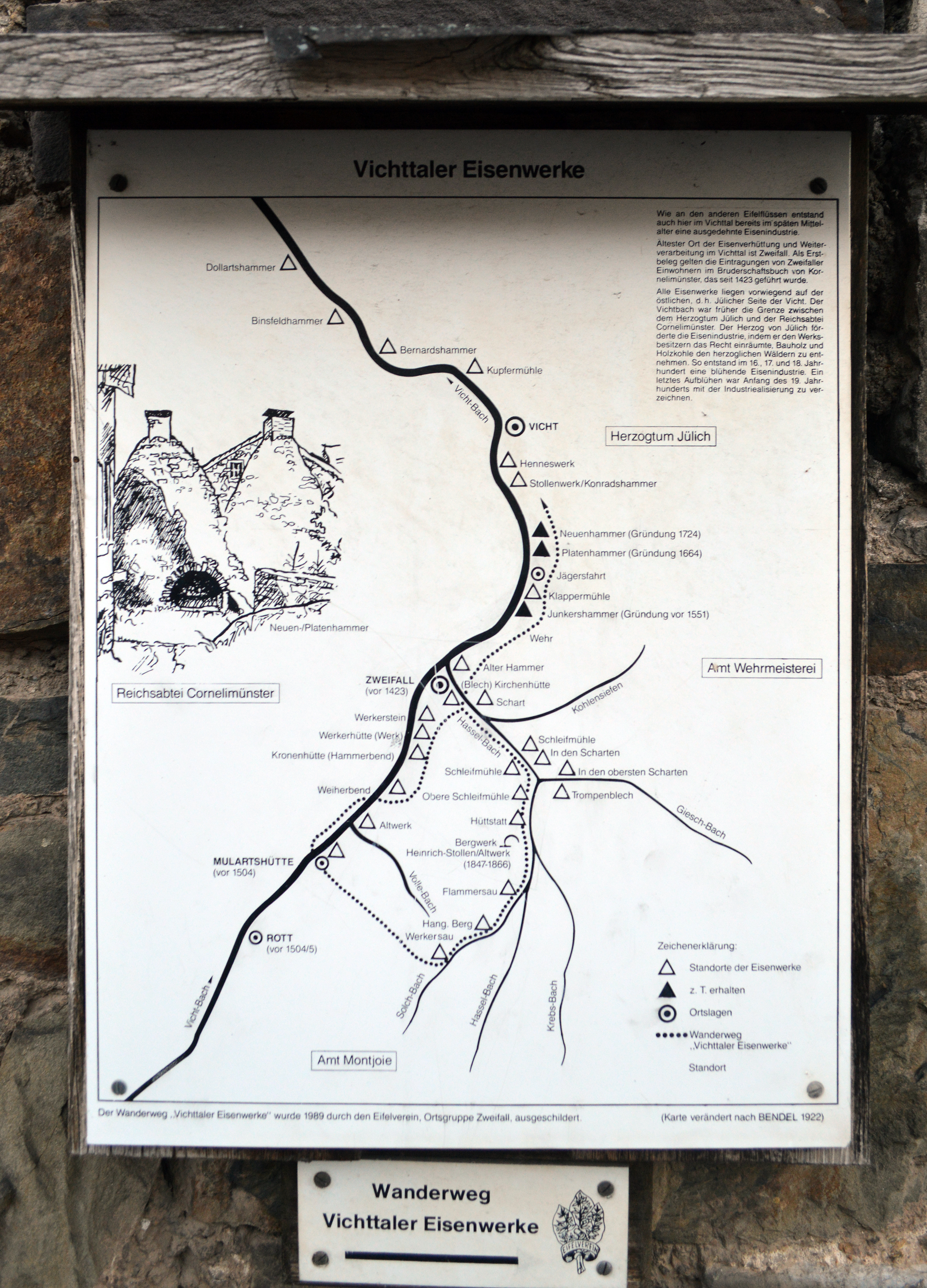
Vichttaler Eisenwerke

Ein Schwerpunkt in der Ansiedlung der Reitwerke findet sich in der Voreifel entlang des Vicht- und des Wehebaches auf dem Gebiet der Stadt Stolberg im Rheinland in der Städteregion Aachen, lediglich das Reitwerk Mulartshütte an der Vicht war dem Ort Roetgen angegliedert. Einen maßgeblichen Impuls erhielten die Stolberger Reitwerke durch die im Verlauf der Aachener Religionsunruhen aus dem katholischen Aachen mit der Reichsacht belegten und von dort ausgewiesenen protestantischen Familien, darunter im Besonderen die Familie Hoesch, die beginnend mit Jeremias Hoesch über mehrere Generationen die führende Reitmeisterfamilie im Vichttal war. 
Alle Eisenwerke liegen auf der östlichen Seite des Vichtbaches und gehörten in früheren Jahren zum Herzogtum Jülich, wogegen die Ländereien westlich der Vicht der Reichsabtei Kornelimünster unterstellt waren. Es waren schließlich die Herzöge von Jülich, die den Werksbesitzern genehmigten, Bauholz und Holzkohle aus den herzoglichen Wäldern zu entnehmen, wodurch eine effektive Werksansiedlung erst möglich gemacht wurde. Die frühesten Reitwerke wurden im Raum Zweifall errichtet, wo sie erstmals Mitte des 15. Jahrhunderts erwähnt wurden.
Erst ab dem 18. Jahrhundert musste ein Großteil der Reitwerke wegen Holzkohlemangels aufgegeben werden. Einige von ihnen wurden anschließend zu Kupferhöfen oder nach dem Ende der Eisenherstellung zu Kupfer- oder Kornmühlen umgebaut. Andere wurden zusammengelegt oder in andere Regionen der Eifel vor allem in das Olef- und Urfttal im ehemaligen Kreis Schleiden verlagert. Endgültig zum Erliegen kam das Eisengewerbe im heutigen Stolberg erst im Laufe des 19. Jahrhunderts. 

#### Reitwerke am Vichtbach
- Karte mit allen Koordinaten:
- OSM |
- WikiMap

| Name/Lage                                                  | Beschreibung | Bild                                                     |
| ---------------------------------------------------------- | --- | -------------------------------------------------------- |
| Bernhardshammer Zweifaller Straße 200–208, Stolberg (Lage) | Erhalten ist nur der Hof Bernardshammer, rechts der Zweifallerstraße in Richtung Nachtigällchen, der 1564 von Bernard Mondenschein als Eisenhammer erbaut wurde. Nach seinem Umbau zum Kupferhof in der ersten Hälfte des 17. Jahrhunderts wurde der Bernardshammer über Generationen von der Familie Schleicher betrieben. 1723 errichtete Leonhard Schleicher V. das neue, repräsentative Herrenhaus, das im Gegensatz zum älteren, nördlich gelegenen Kleinbernardshammer Großbernardshammer genannt wurde. | weitere Bilder                                           |
| Binsfeldhammer Binsfeldhammer, Stolberg (Lage)             | gegründet um 1500 und benannt nach Hans und Hendrick v. Binsfeld. Um 1588 als „Junker Heinrichshammer“ bezeichnet wurde die Anlage von Mathis von den Veldt und seiner Gattin Katharina von Binsfeld verpfändet. Die Brüder Gerlach und Wilhelm Beck nutzen anschließend die Anlage als Kupferhof bzw. als Kupferhammer. Der Komplex ging um 1840 in die spätere Bleihütte Binsfeldhammer auf. | Reitwerk Binsfeldhammer                                  |
| Dollartshammer Finkensiefstraße, Stolberg (Lage)           | Ältestes Reitwerk an der Vicht, benannt nach seinem Gründer, dem Aachener Schöffen Heinrich Dollart. Ging im 19. Jahrhundert zusammen mit dem Kupferhof Bauschenberg und dem Hof Straßburg in das Unternehmen William Prym GmbH & Co.KG auf. | Dollartshammer, Bauschenberg und Straßburger Hof um 1880 |
| Henneswerk Kranzbergstraße, Stolberg-Vicht (Lage)          | Zwischen Vicht und Stolberg gelegen wurde das Reitwerk um 1552 von Wilfried Hennes gegründet. Es ist eventuell identisch mit dem früheren Dederichshammer. Mitte des 16. Jahrhunderts kurzfristig Getreidemühle, bevor es 1593 von der Familie Schleicher und um 1736 von Jeremias Hoesch übernommen wurde. Nach dessen Konkurs auf dem Junkershammer erwarb 1760 der Bergmeister Johann Franz Eiffeler das Henneswerk im Namen einer Jungfrau Steprath, welche dieses wiederum als Kupfermühle nutzte. Eiffelers Sohn betrieb auf dem Gelände des Henneswerkes eine Bleischmelze. Bis 1790 fand eine erneute Umwidmung, diesmal zur Walkmühle, statt. Vom Henneswerk sind lediglich der Teich und einige Wohnhäuser und der Schuppen erhalten geblieben. |                                                          |
| Junkershammer Junkershammer, Stolberg-Vicht (Lage)         | Der Name des im Tal der Vicht liegenden Hammerwerks geht wahrscheinlich auf die Zweifaller Familie Joncker aus der ersten Hälfte des 15. Jahrhunderts zurück und war das bedeutendste Reitwerk im Tal. Um 1640 kam der Junkershammer in Besitz von Jeremias Hoesch, dem Jüngeren, der ihn zum modernsten Reitwerk im Jülicher Land machte. Hierher verlagerte er zudem die Holzkohlerechte von der Kirchenhütte und der Vichter Hütte. Bis zur Stilllegung im Jahr 1869 verblieb der Junkershammer im Besitz der Familie Hoesch. Erhalten sind noch ein Wohn- und mehrere Wirtschaftsgebäude/Betriebshäuser. | weitere Bilder                                           |
| Kirchenhütte Stolberg-Zweifall (Lage)                      | Gelegen in unmittelbarer Nähe der katholischen Kirche hielt über lange Zeit hielt die Zweifaller Familie Kettenis ca. zwei Drittel der Anteile, bevor 1637 Jeremias Hoesch begann, Anteile an der Kirchenhütte aufzukaufen und sie sie bis 1641 gänzlich in seinen Besitz brachte und mit dem Junkershammer fusionierte. Später wurde die Kirchenhütte zur Kornmühle umgebaut. In Zweifall lassen die Flurnamen „Alter Hammer“, „Altwerk“, „Werkerhütte“ (ca. 1500 bis 1800 in der Nähe der heutigen Werkerstr.) auf ein weiteres früheres Reitwerk schließen. Ebenso existierte zwischen ca. 1500 bis 1800 an der heutigen Hammerbendstraße noch die Cronenhütte.                                                                                        |                                                          |
| Klapperhammer Stolberg-Vicht (Lage)                        | Der Name Klapper dürfte auf das Klopfen der Hämmer oder auf das Klappern der Wasserräder zurückzuführen sein. Das Reitwerk verzeichnete im Laufe seines Bestehens zahlreiche Besitzerwechsel und diente wahlweise als Eisenhammer, Kornmühle, Reckhammer, Kupfermühle und zuletzt bis 1861 als Papiermühle von Philipp Wilhelm Hoesch. Während einige Gemäuer des Klapperhammers um 1900 noch als Ruinen existierten, deuten heute nur noch flache, verlandete Teichläufe auf die ehemalige Anlage hin. |                                                          |
| Mulartshütte (Lage)                                        | Vichtaufwärts von Zweifall lag die Mulartshütte, welche dem heutigen Ortsteil von Roetgen den Namen gegeben hat. Sie wurde wohl nach ihrem Begründer „Mulart“ benannt und war um 1504 erstmals urkundlich erwähnt. |                                                          |
| Neuenhammer Neuenhammer, Stolberg-Vicht (Lage)             | Der Neuenhammer wurde 1724 von den Gebrüdern Hoesch übernommen und später mit dem Platenhammer bis etwa Mitte des 18. Jahrhunderts gemeinsam betrieben und verwaltet. Anschließend wurde die Verbindung mit dem Platenhammer getrennt und der Neuenhammer aufgegeben. | Weitere Bilder                                           |
| Platenhammer Platenhammer, Stolberg-Vicht (Lage)           | Der Platenhammer wurde 1664 von Katharina Hoesch, der Witwe von Jeremias Hoesch, eingerichtet und nach ihr mit dem Neuenhammer fusioniert und als erweiterte Hofanlage bis zur Trennung etwa Mitte des 18. Jahrhunderts gemeinschaftlich betrieben. Bis zu seinem Verkauf und endgültigen Abriss im Jahr 1903 verblieb der Platenhammer in Besitz der Familie Hoesch. Erhalten geblieben sind lediglich ein Wohn-, mehrere Wirtschaftsgebäude und zwei Frischeöfen. | Weitere Bilder                                           |
| Stollenwerk Fischbachstraße, Stolberg-Vicht (Lage)         | Gelegen im Dreieck Pützweg, Fischbach- und Eifelstraße wurde das Reitwerk im Jahr 1557 erstmals schriftlich erwähnt, auf dem auch eine Schmelzhütte mit Hochofen betrieben wurde. 1573 wurde eine zusätzliche Getreide- u. Ölmühle eingerichtet, die gegen Ende des 16. Jahrhunderts zur Kupfermühle umgebaut wurde und in den Besitz der Familie Schleicher gelangte. Bei einem Brand im Jahr 1908 wurde das Werk zerstört u. nicht wieder aufgebaut, lediglich die Wohnhäuser sind in Teilen erhalten geblieben. | Reitwerk Stollenwerk                                     |
| Vichter Hütte Stolberg-Vicht (Lage)                        | Das Reitwerk ist die „Urzelle“ des Stadtteils Vicht und befand sich mit dem dazu gehörenden Hammerwerk Konradshammer am nördlichen Ausgang des Ortes. Es war vermutlich bereits um 1500 in Betrieb, denn für das Jahr 1529 sind Lieferungen von Eisen urkundlich erwähnt. Im Jahr 1644 erwarb Jeremias Hoesch II vom benachbarten Reitwerk Junkershammer drei Tage an der Hütte und 1648 weitere sechs Tage. Von der Vichter Hütte ist nichts erhalten geblieben. |                                                          |

#### Reitwerke am Wehebach
Am Wehebach befanden sich die Reitwerke vor allem im Ort Schevenhütte, der, wie im Falle von Mulartshütte, seinen Namen von dem dortigen zentralen Reitwerk und seinem ersten Besitzer erhalten hatte. Die Voraussetzungen für die Ansiedlung von Reitwerken am Wehebach waren vorteilhaft, da Erze entweder direkt vor Ort gefunden wurden oder aus nicht weit entfernten Förderungsstätten, hier vor allem aus Gressenich kamen. Holz aus den umliegenden Wäldern war reichlich vorhanden, Wasser zum Betrieb der Hämmer und Blasebälge spendete der Wehebach, und ein uralter Verkehrsweg durch den Ort ermöglichte den An- und Abtransport.
Wirtschaftliche Schwierigkeiten führten im 19. Jh. wie an der Vicht auch in Schevenhütte zum Niedergang der dortigen Reitwerke und im Jahr 1849 wurden zunächst die beiden Eisenhämmer zum Schmieden des Eisens, der eine am sogenannten „Hammer“ am nördlichen und der andere am „Joaswerk“ am südlichen Ortseingang, schrittweise stillgelegt. Bis zum Jahr 1895, als Pfarrer Anton Bommes seine Schrift „Zur Geschichte des Ortes Schevenhütte im Landkreis Aachen“ verfasste, standen noch Einzelgebäude, die später ebenfalls abgerissen wurden.
Länger dauerte die Agonie der „Schevenhütte“ selbst, die in der Mitte des Dorfes auf dem sogenannten „Hüttenplatz“ (heute gegenüber der Gaststätte „Waldfriede“) stand. Sie umfasste einen Eisenschmelzofen mit Gießerei. Johannes Tilman Joseph Esser (1782–1855), der letzte Reitmeister von Schevenhütte, unternahm nach der Stilllegung des Hüttenwerkes um die Mitte des 19. Jahrhunderts außerordentliche Anstrengungen zum Erhalt der Gießerei, die noch bis zum Jahre 1870 betrieben wurde. Auch Heinrich (Henri) Hoesch III. (1800–1879) besaß Anteile an ihr. Seine Nachfahren versuchten später, die Reste der alten Hütte samt Grundstück für den geplanten Kirchenneubau im Ort zu veräußern. Ausgeschlossen vom geplanten Verkauf waren das große eiserne Rad, das Wehr sowie die ganze, bis dahin besessene Wassergerechtsame. Schließlich wurde 1889 auch die Gießerei niedergelegt.
Von der Eisenverarbeitung künden heute noch Straßennamen wie „Im Hammer“, „Joaswerk“ oder „Hüttensiefen“.

### Raum Schleiden – Gemünd – Soetenich
Die Reitwerke im ehemaligen Kreis Schleiden haben eine ebenso lange Tradition wie die Werke im Raum Stolberg. Zur Blütezeit der lokalen Eisenindustrie existierten im Großraum Schleiden – Gemünd –  Sötenich immerhin 23 Reitwerke, davon allein neun Werke an der Olef mit Holzkohlen-Hochöfen, Frischfeuer, Hammerfeuer und Schlackenpochwerk, in denen Eisenerz geschmolzen und zu Stabeisen verarbeitet wurde. 
Auch hier waren es neben den bekannten lokalen Reidemeisterfamilien wie beispielsweise Axmacher, Poensgen und Schoeller auch die zugezogenen reformierten und lutheranischen Fachkräfte, die sich durch zahlreiche eingeführte Verbesserungen in der Gewinnung und Verarbeitung des Eisens große Verdienste bei der Anlage der Eisenhämmer und Eisenschmelzen erworben hatten. Mangelnde Ressourcen und fehlende infrastrukturelle Anbindungen in der Region führten jedoch Mitte des 19. Jahrhunderts zu maßgeblichen wirtschaftlichen Problemen, so dass das Eisengewerbe schrittweise aufgegeben werden musste. Von der vor 1860 hochentwickelten Eisenindustrie im Kreis Schleiden sind der Nachwelt kaum Zeugnisse erhalten geblieben und was nicht zerstört wurde, war in den Jahren danach spurlos beseitigt worden.
Eines der ältesten und bekanntesten Reitwerke an der Olef war das Gemünder Reitwerk, das 1486 vom Herzog von Jülich die Betriebskonzession erhielt und zu dem auch die Maueler Erzgruben in der Ramersdell gehörten. Es bezog später sein Eisenerz zum größten Teil aus dem Keldenicher Bergbaugebiet und aus dem Schleidener Grubenfeld. Die Holzkohle wurde aus dem Gebiet um den Kermeter und aus dem Monschauer Wald angeliefert. Da sich bereits ab 1780 abzeichnete, dass die dortigen Holzkohlenvorräte nicht mehr ertragreich waren, musste auf Holzkohle aus weiter entfernten Gebieten zurückgegriffen werden, was auf Dauer nicht mehr rentabel war.
Anfang der 1830er Jahre erwarb Reinhard Poensgen das Reitwerk Mariahütte in Gemünd und versuchte durch eine effizientere Werksumstellung und günstigere Anlieferungen der Probleme in der Region Herr zu werden. Das Reitwerk erhielt sein Roheisen von Poensgens Verwandten aus deren Reitwerken unter anderem in Blumenthal, Hellenthal, Jünkerath, Oberhausen, Steinfeld. Trotz eines zwischenzeitlichen Aufschwungs musste sich das Gemünder Reitwerk jedoch bereits in den 1860er Jahren den zuvor genannten wirtschaftlichen Gegebenheiten dieser Zeit ergeben und Poensgens Söhne Rudolf und Gustav Poensgen verlegten 1860 das Werk nach Düsseldorf.
in der Gemeinde Kall an der Urft zählten vor allem die Reitwerke in Dahlbenden (1640 erstmals urkundlich erwähnt), in Neuwerk (1722 erwähnt), in Mönchenrath, das 1725 noch in Besitz des Herzogs von Jülich, Karl III. Philipp von der Pfalz stand, und in Sötenich zu den bedeutendsten. Später kamen noch die Reitwerke Kallbach, 1780 gegründet, und die Hütte Eisenau hinzu, die im Jahr 1778 erbaut und später „Marienhütte“ genannt wurde. 
Das Reitwerk Sötenich beispielsweise wurde mit vier Hämmern betrieben und machte sich seinerzeit als Glockengießerei einen überregionalen Ruf. Aufträge kamen aus Aachen und Köln und die Glocken wurden wohl von herumziehenden Glockengießergilden in diesem Reitwerk angefertigt. Im 19. Jahrhundert stellte das Werk Stabeisen zur Weiterverarbeitung her. Im Jahre 1895 musste das Reitwerk Sötenich aus erwähnten wirtschaftlichen Gründen verkauft und abgerissen werden. In einigen Häusern der Stadt waren daraufhin Dachbalken, die aus diesem Verkauf stammten, eingebaut worden.

### Weitere Regionen
Erläuterungen zu den Hammerwerken im Sauerland und den Radwerken in der Steiermark siehe dort. Im Siegerland war der Begriff „Reitwerk/Raitwerk“ eigentlich nicht gebräuchlich und die Eisenwerke wurden mehrheitlich als „Hütten“ bezeichnet. Auch der entsprechende Beruf des „Raitmeisters“ war eher die Bezeichnung für einen Händler von Eisen und Eisenerzeugnissen, die später aber durchaus auch selber Hütten- oder Hammerwerke betrieben haben.